# Iván Moreno
Iván Moreno, född 14 januari 1942, är en friidrottare från Chile. Han deltog vid olympiska sommarspelen 1964 och olympiska sommarspelen 1968.